# Ediciones La Librería
La Librería es una editorial española fundada en 1986 por Miguel Tébar que, además de editar a autores propios, dispone de un local donde se venden publicaciones de otros editores. El tema principal de las ediciones de la editorial se centra en los libros sobre Madrid y su historia.

## Libros
La Librería cuenta con un catálogo compuesto por más de 500 títulos de diversos autores, muchos procedentes de la antigua editorial El Avapiés, así como de los del desaparecido historiador Manuel Montero Vallejo, y de los cronistas Isabel Gea y Carlos Osorio, publicados casi en su totalidad bajo este sello.

## Premios
Medallas del Círculo de Escritores Cinematográficos
| Año  | Categoría             | Resultado |
| ---- | --------------------- | --------- |
| 2002 | Mejor labor literaria | Ganadora  |